# أرنولد اولسن
أرنولد اولسن (بالإنجليزية: Arnold Olsen)‏ هو محامي وقاضي وسياسي أمريكي، ولد في 17 ديسمبر 1916 في بوتي في الولايات المتحدة، وتوفي في 11 أكتوبر 1990 في هيلينا في الولايات المتحدة. حزبياً، نشط في الحزب الجمهوري والحزب الديمقراطي. وقد انتخب عضو مجلس النواب الأمريكي.